# 越南外交部救援包机受贿案
越南外交部救援包機受賄案是指在2020年至2021年COVID-19疫情嚴重爆發期間，越南政府派遣專機接回滯留海外公民的過程中，部分官員涉嫌收受賄賂的醜聞事件。涉案人員分布於越南政府辦公廳、越南政府監察局、公安部、外交部、卫生部、交通运输部及河内市人民委员会等機構，部分官員已遭拘留及起訴。越南公安部安全調查機關已對相關「行賄」刑事案件提起公訴。

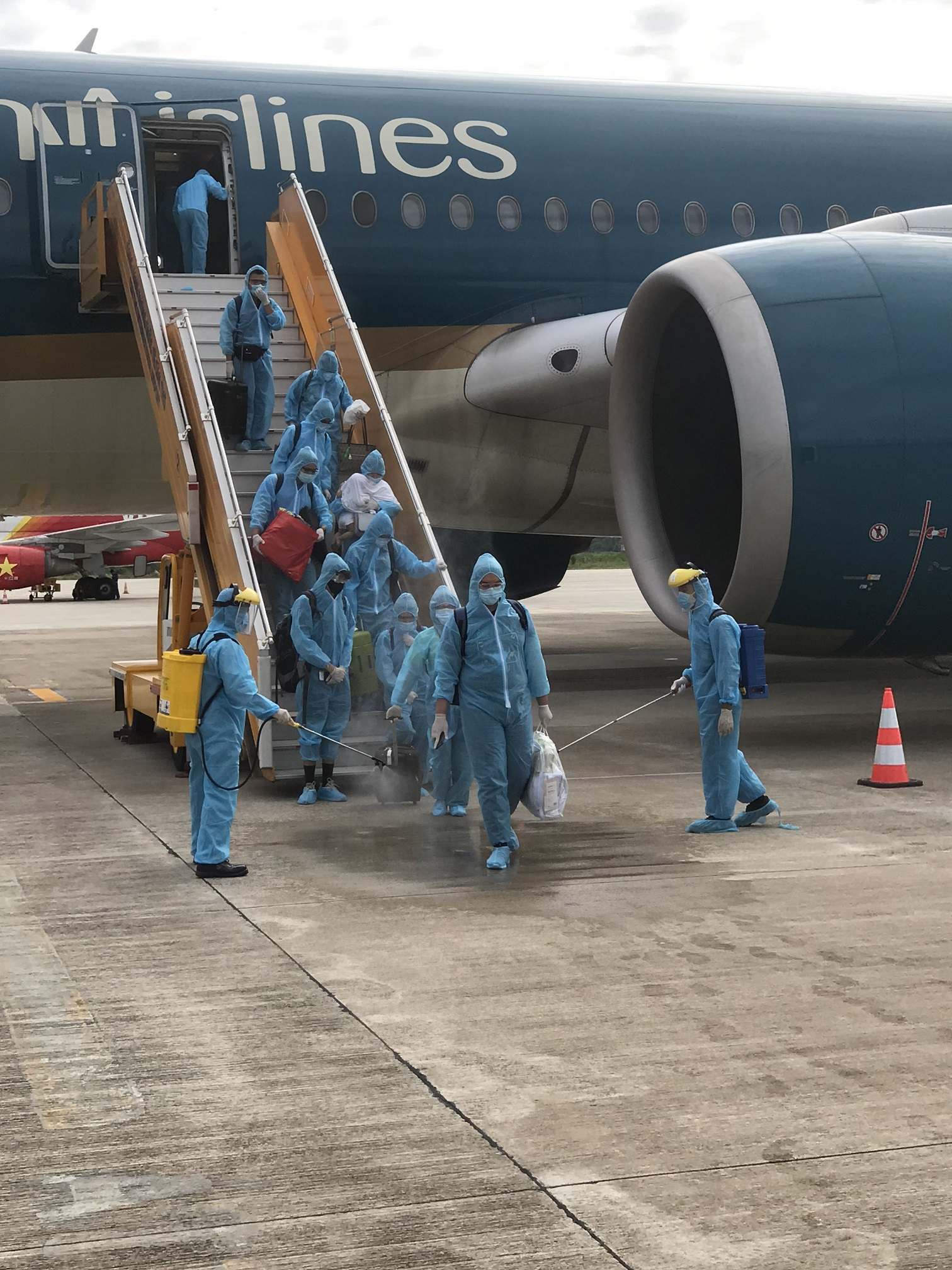
乘客从越南航空公司运营的“救援”航班上下来。目前没有越南航空公司直接从这一丑闻中受益的记录。

自COVID-19大流行爆發以來，越南共組織近2,000架次包機，從60多個國家和地區接回超過20萬名公民。然而，在這些航班開通後，許多返國者卻被迫購買高價機票，並須經歷繁瑣的手續。
據越南媒體報導，越南公安部於2023年4月4日完成對「救援航班」案的調查，並擬對54名被告提起公訴，其中包含多名涉案高級官員。當中，外交部副部長蘇英勇因涉嫌收受2,150億越南盾賄賂，被起訴並遭臨時羈押。前外交部副部長武鴻南被指收受賄款18億越南盾；河內市人民委員會副主席渚春勇則涉收賄逾20億越南盾。
此外，前常務副總理范平明的前助理阮光靈涉嫌受賄逾42億越南盾；廣南省人民委員會副主席陳文丹涉收受50億越南盾；衛生部原副秘書長范仲健則被控收賄高達426億越南盾。
河內市公安局副局長、少將阮英俊則因涉嫌擔任「賄賂經紀人」而被提起公訴，檢方指控其於2022年間收取近265萬美元，以協助相關人員「辦案」。

## 背景
自2020年3月下旬起，隨著COVID-19疫情在全球迅速擴散，越南政府全面暫停國際商業航班。此後，外籍勞工與專家如欲入境越南，或海外越南公民欲返國，均須搭乘所謂的「救援航班」（亦稱遣返航班）。為協助滯留海外的越南公民返國，政府陸續組織大量專機執飛相關任務。
第一班接返身處疫區越南公民的航班為越南航空執飛的空客A321機型，航班編號HVN68，於2020年2月9日晚上9時55分自中國武漢起飛，搭載30名滯留當地的越南公民返抵雲屯機場。
此後，包括越捷航空、越竹航空在內的多家越南航空公司亦陸續參與返國專機任務。
救援航班專案小組由外交部、公安部、國防部、衛生部及交通運輸部等五個部門共同組成。外交部則指示駐外使領館切實履行職責，並在必要時做好保護海外越南公民的準備。

### 費用
2020年9月上旬，越南航空公司在其官網指出，每架救援航班的平均運營成本高達100億越南盾。由於需額外配置醫療設備以應對疫情，例如空氣淨化器與呼吸機等，導致救援航班的營運成本遠高於一般商業航班。
此外，根據美國與加拿大等國的相關規定，航空公司在申請飛行許可證時，須聘請律師及顧問協助辦理，部分航班單此項費用即高達7億越南盾（約合30,000美元）。地面服務費、多次加油、頻繁消毒、防疫規定導致去程空機、返程僅搭載旅客等因素，也進一步推高成本。
越南航空公司領導人黎洪河（Lê Hồng Hà）表示，自2020年4月起所執飛的救援航班，體現了公司在國家危機中的責任與使命。他強調，這類航班的票價收入與實際支出相比「微不足道」。

## 爭議

### 涉嫌票价暴利
2021年12月7日，在「開放旅遊，經濟復甦」研討會期間，有報導指出，「回國套餐」的費用最高可達2.4億越南盾。
由於高昂費用與航班安排受限，許多海外越南人在社群論壇上分享了繞道柬埔寨返國的經歷。部分旅客選擇自歐洲飛抵金邊，機票約為630歐元，再乘車前往木排口岸，支付約100歐元後抵達邊境。持越南護照者可直接入境，並在西寧省接受為期一週的隔離。
當時，多數救援航班由外交使團指定的特定企業統一安排。據報導，航空公司僅負責包機運輸，實際向旅客收取的費用則由中介公司決定，航空公司對具體收費並不知情。

### 海外越南人对票价和手续的投诉
據外交部消息，截至2021年12月初，自COVID-19疫情爆發以來，越南與多國政府已共同組織逾800架次包機，協助近20萬名越南公民自60多個國家和地區安全返國。
儘管如此，社會上仍有不少意見批評，這類人道援助性質的返國航班票價遠高於平時。對此，航空公司方面回應稱，並非著眼於營利，高票價主要反映了多項額外成本所致。
在2022年1月20日外交部例行記者會上，媒體進一步質疑：公民搭乘救援航班返國需支付高額費用、辦理手續繁瑣，甚至有外國機構藉此牟取暴利。對此，外交部發言人黎氏秋姮回應表示：「將有需要與困難的越南公民接回國內，是越南黨與政府一項正確且具人道精神的政策，應結合當時國內疫情形勢複雜、條件艱難的背景加以理解。」

## 調查
2022年1月27日，外交部發布決定，對領事司4名官員（包括：阮氏香蘭司長、杜黃彤副司長、鄭正）暫停職務。同日，公安部安全偵查局以“收受賄賂”罪對上述四人提起公訴和拘留。
3月，阮妙梅女士（42歲，安平貿易、旅遊和航空服務有限公司總經理）因行賄罪被起訴和拘留。
2022年4月14日，公安部決定起訴被告人，並對外交部副部長杜英勇先生和裝備司專家范仲健先生執行拘留令。衛生部從企業代表處收到超過420億盾，公安部移民局前官員武英俊（Vũ Anh Tuấn）先生調查賄賂行為（超過 270 億盾)。
2022年5月6日，在外交部及相關單位發生的“救援航班”案中，阮氏祥威和阮氏榮行董事因涉嫌行賄被捕。
2022年7月25日，調查安全局起訴了被告人，並拘留了6人。
2022年8月18日，調查安全局以“收受賄賂”罪名起訴並拘留了政府辦公室國際關係司專家阮进申。9月20日，調查安全機構還起訴並拘留了政府辦公室國際關係司司長阮清海，他收受了越南旅遊公司Bluesky Company代表的賄賂，金額超過36億。9月27日，越南政府副總理范平明的助理阮光靈先生到越南旅遊公司和被告人阮梅英（政府辦公廳國際關係司專家）受賄罪進行調查。與“救援航班”案有關的總金額為180,000美元和1億美元（相當於超過42億越南盾）。
10月4日，調查安全機構表示已決定起訴和逮捕阮紅河、阮樂玉英和黃英劍。
10月27日，現年46歲、越南鐵路工會旅行社有限公司原董事陶德協先生因觸犯《刑法》第364條規定的“受賄”罪被捕。 同日，現年38歲、現任中央對外聯絡部禮賓室專家的黎氏玉英女士，以“詐騙侵占財產罪”罪被逮捕。
10月28日，聖越國際貿易和人力供應有限公司董事陳洪河先生因涉嫌行賄被起訴拘留。10月30日晚，易安貿易和旅遊服務有限公司董事陳氏黃英（Trần Thị Hoàng Anh）女士被峴港市警察局經濟警察局逮捕，罪名是利用組織政策出差，通過“救人”騙取數十億越南盾。
2022年12月4日，又有7人因受賄罪、行賄罪、行賄罪被起訴拘留。
2022年12月8日，2人因行賄、挪用財物罪被逮捕。
12月31日，公安部消息稱，43歲的廣南省副主席陳文新先生因在“救援航班”案中受賄60億越南盾被起訴和拘留。在2021年至2022年的兩年時間裡，陳文新先生簽署了正式文件，要求公司組織接待越南公民和外國人到廣南省的一個收費住宿設施進行隔離。據廣南省衛生廳稱，在COVID-19疫情複雜發展的約2年時間裡，該省已與相關機構和單位協調，歡迎約40,000人乘坐“救援航班”進行隔離。其中約有30,000人在酒店和度假村進行收費隔離。
2023年1月5日，公安部安全偵查局作出決定，以“濫用職權執行公務罪”起訴並拘留越南前駐馬來西亞大使陳越泰先生。此外，安全局還以同樣的罪名對前越南駐馬來西亞大使館官員阮黃玲先生提出了禁止離開住所的搜查令。
2023年3月15日，調查機構又起訴了一名越南駐馬來西亞大使館前官員和其他八人，其中包括七名公司董事。

### 交通部職責
公安部調查機關已要求交通運輸部提供有關「解救」公民返國航班的詳細名單，以配合受賄案的偵查工作。
交通部表示，其本身不負責審批返國公民名單，亦無權對企業安排「組合航班」或「救援航班」頒發許可。然而，交通部在整體救援航班計畫中擔任協調機關的角色，負責根據外交部領事司核准的方案，指導越南民航總局簽發相關飛行許可。

### 外交部職責
2022年12月21日，越南共產黨中央紀律檢查委員會發布聲明，指出越南外交部黨員及幹部在救援航班事務中存在多項違規行為。聲明指出：「外交部黨員幹部違反民主集中制原則，未依規履行職責；工作作風鬆散，領導與指導不力，導致外交部及多個單位、幹部、黨員在救援航班的建議與組織過程中違反黨的紀律與國家法律。」
越南共產黨對黨員違紀行為實行分級處分制度，依情節輕重包括：警告、訓誡與開除黨籍等處分。
時任副部長、主管領事事務的杜英勇負責主導與批准救援航班的組織計畫，以安排COVID-19期間越南公民返國。他直接向政府建議，並依據由外交部、衛生部、公安部、交通部與國防部組成的工作小組共識，審議並核准航班執照。
根據調查，杜英勇於2020年12月至2022年1月期間涉嫌收受來自13家企業的賄賂，總金額高達215億越南盾。他亦被指控指示領事司下屬人員協助辦理有關許可手續，以圖對相關企業提供便利。

## 处分
中央視察委員會提請政治局對外交部黨組人事委員會2016-2021年、2021-2026年任期進行審議紀律處分；包括越南共產黨中央委員會委員、外交部長裴青山先生和越南前駐日本大使武洪南先生 。
此外，中央巡視委決定給予以下紀律處分：
- 訓斥外交部黨委常委。
- 警告外交部領事司黨委。
- 開除黨籍：原越南駐日本大阪總領事阮红河、原越南駐俄羅斯大使館官員李进雄；原越南駐馬來西亞大使館官員阮黎玉英和原越南駐安哥拉大使武玉明。
- 取消了越南駐馬來西亞大使陳越泰先生在 2020 年至 2025 年期間在黨內的所有職位。
- 警告越南駐馬來西亞大使館僱員阮黄灵。
- 訓斥越南前駐印度大使范生洲先生；越南駐日本福岡總領事武平；越南駐印度大使館官員范如意。
- 12月27日，裴青山先生“受到政治局的嚴厲批評”，武鴻南先生被開除黨籍。
- 2023年1月12日，越共中央視察委員會決定對河內市警察局原副局長阮英俊少將進行黨中央紀律處分，以開除黨籍處分。控制Covid-19流行病和接待越南公民回國。
- 2023年1月13日，中央政治局書記處決定對身為部長兼政府辦公廳主任的梅進勇先生在執行組織越南之行任務時不負責任，給予紀律處分和警告。 *Covid-19大流行，使政府辦公室的一些官員可以建議和錯誤地提出總理的結論，收受賄賂，被起訴和拘留。朱軒東先生因政治思想道德敗壞、作風敗壞被開除黨籍；受賄; 違反民主集中製原則和黨的規定、國家法律，造成國家財政損失的。

### 評論
在2022年4月的政府例行記者會上，公安部新聞發言人杜安旭中將表示，此案情節複雜、涉案人數眾多，範圍橫跨境內外，涉及多個中央與地方機構、部門及其分支單位，且持續時間長。
根據英國廣播公司（BBC）2022年7月25日報導，越南學者何黃合博士指出：「目前的調查仍主要集中於國內人士，部分涉案的越南官員與外交人員實際上身處國外。這起案件尚未徹底查清，因事件涉及數十個國家，使館人員難免牽涉其中。」